# División administrativa del municipio de Sebastopol
El municipio de Sebastopol cuenta con 863.5 km² y una población de aproximadamente  384,268 habitantes.

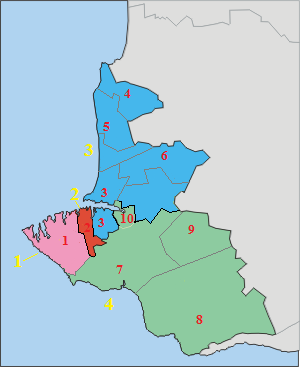
División Administrativa de la Municipalidad de Sebastopol:
1.- Raión de Gagarin
(1.- municipio de Gagarin)
2.- Raión de Lenin
(2.- municipio de Lenin)
3.- Raión de Nakhimov
(3.- municipio de Nakhimov, 4.- municipio de Andriivka, 5.- municipio de Kacha, 6.- municipio de Verkhniosadove)
4.- Raión de Balaklava
(7.- municipio de Balaklava, 8.- municipio de Orlyne, 9.- municipio de Ternivka, 10.- municipio de ciudad Inkerman)

Se subdivide administrativamente en:
- Raión de Gagarin
- Raión de Lenin
- Raión de Nakhimov
- Raión de Balaklava

Dos ciudades con un Consejo Urbano:
- Balaklava (7 - municipio de Balaklava)
- Inkerman (10 - municipio de ciudad Inkerman)

Un asentamiento urbano con un Consejo Rural:
- Kacha (5 - municipio de Kacha)

Y 29 localidades rurales:
- Andriivka (4 - municipio de Andriivka)
- Dalnie
- Frontove
- Fruktove
- Honcharne
- Kamyshly
- Kolkhozne
- Kyzylove
- Novobobrivske
- Orlivka (8 - municipio de Orlivka)
- Orlyne
- Osypenko
- Ozerne
- Pavlivka
- Peredove
- Pidhirne
- Poliushko
- Povorotne
- Pyrohivka
- Rezervne
- Ridne
- Rodnykivske
- Rozsoshanka
- Shyroke
- Soniachnyi
- Ternivka (9 - municipio de Ternivka)
- Tylove
- Verkhniosadove (6 - municipio de Verkhniosadove)
- Vyshneve